# Glaciar Navajo
O Glaciar Navajo (em inglês:  Navajo Glacier) é um glaciar alpino no Bosque Nacional Roosevelt (Roosevelt National Forest), no condado de Boulder, no norte do estado do Colorado, nos Estados Unidos. O glaciar Navajo está na vertente norte do chamado Pico Navajo (Navajo Peak) e a aproximadamente 0,40 milhas (0,64 km) a sul do glaciar Isabelle.